# Адамс (підводний вулкан)
А́дамс — підводний вулкан у Тихому океані, розташований за 92 км на схід — південний схід від острова Піткерн.

## Географія
Вершина вулкана знаходиться на глибині 39 м. Всього висота гори від основи становить 3500 м. Адамс розташовується приблизно за 25 км на південний захід від іншого великого підводного вулкана — гори Баунті. Обидва вулкани походять з однієї гарячої зони — Піткерн, що утворилася приблизно 30 млн років тому й містить ще майже 20 вулканічних пагорбів заввишки до 500 м. Калієво-аргоновий метод показав, що бурхлива діяльність у цьому районі була в Плейстоцені в період 338—350 тис. років тому. Сам Адамс складений трахітами і є одним з наймолодших вулканів цього регіону.